# 新北市私立辭修高級中學
24°55′55″N 121°24′34″E / 24.931898°N 121.409363°E
辭修學校財團法人新北市私立辭修高級中學，簡稱為辭修高中，是位於臺灣新北市三峽區的一所完全中學，並由前國防部長陳履安所創辦，校名是為紀念前中華民國副總統陳誠。

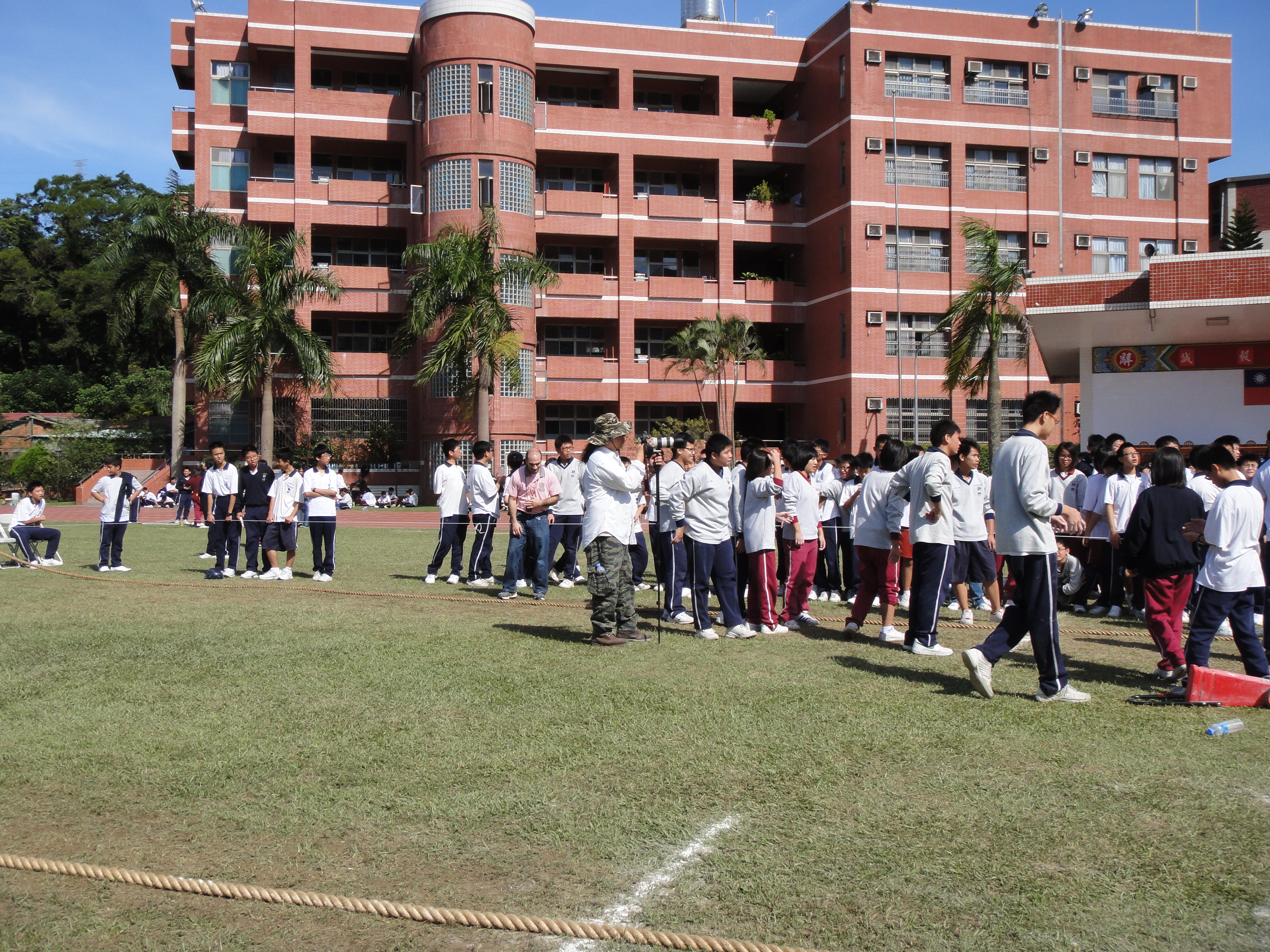
國中部大樓外觀

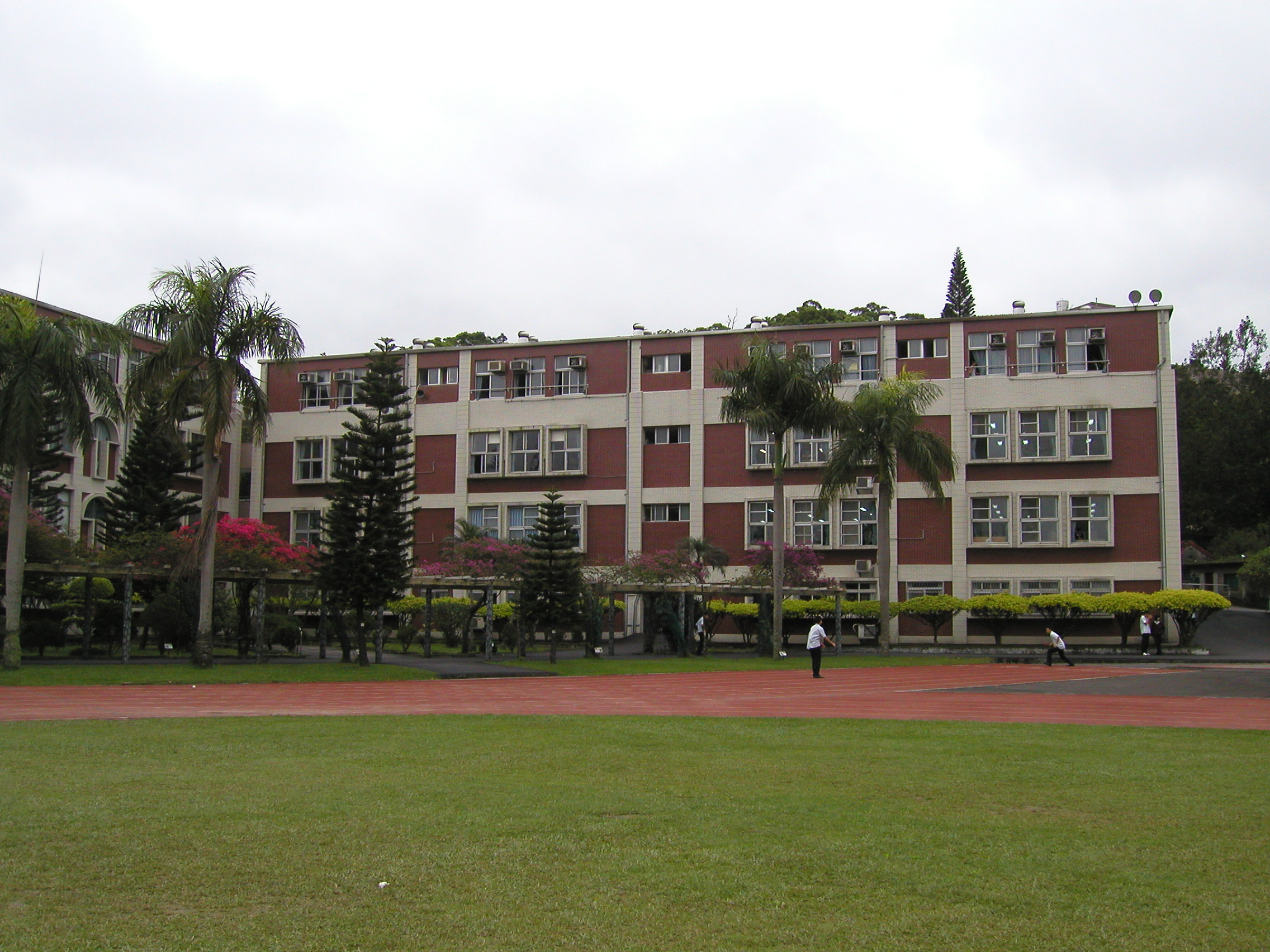
高中部大樓外觀

## 創校歷史
前國防部長陳履安為紀念父親陳誠（前中華民國副總統、臺灣省主席、參謀總長、海軍總司令等）所創的學校，因陳誠字辭修，故稱為辭修高中。

## 地理環境
辭修高中地處橫溪畔，出校門後左右幾公里內呈現淳樸的山林鄉村風味，對面為佛光山金光明寺，隔壁為成福國小。平常上課時間需憑假單出入大門。

## 歷任董事長
| 姓名   | 日期       |
| ------ | ---------- |
| 陳譚祥 | 1971年8月  |
| 陳曹倩 | 1981年6月  |
| 陳履慶 | 1993年8月  |
| 陳履安 | 2011年10月 |
| 陳曹倩 | 2022年2月  |
| 陳宇慷 | 2024年2月  |

## 歷任校長
| 任期 | 姓名       | 任職日期   | 離職日期     | 異動原因                                                     |
| ---- | ---------- | ---------- | ------------ | ------------------------------------------------------------ |
| 1    | 孫衍先生   | 1971年8月  | 1971年10月   | 原臺北市立建國高級中學退休教務主任轉任，因故請辭             |
| 2    | 陳履安先生 | 1971年10月 | 1972年1月    | 創辦人兼任，後轉任國立臺灣工業技術學院籌備處主任及首任院長   |
| 3    | 楊光華先生 | 1972年1月  | 1984年7月    | 董事會指派，任內退休                                         |
| 4    | 薛德愍先生 | 1984年7月  | 1995年7月    | 董事會指派，任內退休                                         |
| 5    | 邱億明先生 | 1995年8月  | 2000年7月    | 原國立科學工業園區實驗高級中學退休校長轉任，任內退休         |
| 6    | 戴曉影女士 | 2000年8月  | 2016年7月    | 原國立科學工業園區實驗高級中學退休教務主任轉任，任職16年退休 |
| 7    | 李玉美女士 | 2016年8月  | 2018年8月    | 原新竹市立建功高級中學退休校長轉任，任內退休                 |
| 代理 | 邱一峰先生 | 2018年8月  | 2019年1月    | 教務主任代理                                                 |
| 8    | 李坤興先生 | 2019年1月  | 2020年4月1日 | 原臺北市私立強恕高級中學校長轉任，任內請辭                   |
| 9    | 張凱智先生 | 2021年12月 | 2022年12月   | 原教務主任升任，任期屆滿                                     |
| 10   | 郭雅美女士 | 2023年1月  | 現任         | 原新北市立達觀國民中小學退休校長轉任                         |

## 現任董事會
| 職稱   | 姓名   |
| ------ | ------ |
| 董事長 | 陳曹倩 |
| 董事   | 李光燾 |
| 董事   | 傅淑媛 |
| 董事   | 陳宇慷 |
| 董事   | 劉享朗 |
| 董事   | 張龍光 |

## 教學

### 分類組方式
升高二會分類組，自然組國衝班會在第一個班，社會組國衝班會在第二個班，自然組菁英班會在第三個班，社會組菁英班會在第四個班，並視人數調整。

### 高中部班級人數
人數統計：
111學年度(472人)
110學年度(449人)

### 國中部班級人數
人數統計：
111學年度(661人)
110學年度(881人)
- 一年級  7班
- 二年級  8班
- 三年級  9班

## 爭議事件
2005年某日，有百餘名高中部學生因不滿髮禁，發起罷課。帶頭的學生，在學校中庭放聲大喊，希望學校能夠聽到他們的心聲，而其他同學在走廊上聽到口號，也紛紛停下腳步，聲援他們，學生們群起吶喊:解除髮禁，還我自由！辭修高中也成為現今北台灣高級中學中少數還存在著髮禁的學校。

## 外部連結
- 辭修高級中學 （页面存档备份，存于）
- 辭修高中的Facebook專頁